# Simulium bivittatum
Simulium bivittatum es una especie de insecto del género Simulium, familia Simuliidae, orden Diptera. Fue descrita por Malloch, 1914.
Habita ríos bajos, templados, con suelos arenosos o rocosos que proporcionan hábitat para los estadios inmaduros. Se encuentra en el oeste de Estados Unidos.